# STF (série télévisée)
Pour les articles homonymes, voir STF.
STF  Special Task Force (SK Kölsch) est une série télévisée allemande en 81 épisodes de 45 minutes créée par Markus Hoffmann, Daniel Maximilian, Fritz Müller-Scherz et Oliver Pautsch, diffusée entre le 11 janvier 1999 et le 16 août 2006 sur Sat.1.
En France, la série est diffusée depuis fin 2006 sur NT1 et RTL9 et en Belgique francophone sur AB3 et AB4.

## Synopsis
Jupp Schatz et Klaus Taube, commissaires principaux à la police criminelle de Cologne (SK Kölsch), mettent le crime en échec.  Ils sont secondés par Achim Pohl, spécialiste en informatique. Ils redoutent une chose : c'est qu'un crime ne soit commis à la frontière de Cologne et de Düsseldorf car les deux villes s'opposent depuis le Moyen Âge. Humour et action sont au rendez-vous...

## Distribution
- Uwe Fellensiek (VFB : Guy Theunissen) : Jupp Schatz
- Christian Maria Goebel (VFB : Jean-Michel Vovk) : Klaus Taube
- Gustav-Peter Wöhler (VFB : Michel Hinderyckx) : Achim Pohl
- Dirk Martens : Falk von Schermbeck

## Épisodes

### Première saison (1999)
1. Le carnaval de la mort (90min) (Karneval des Todes)
2. Chaude comme les flammes de l'enfer (Eine brandheiße Frau)
3. Tu ne voleras point (Du sollst nicht stehlen)
4. Un ami indélicat (Spiel mit dem Feuer)
5. Double jeu (Die letzte Partie)
6. Le gorille (Der Aap)
7. Un meurtre n’arrive jamais seul (Ein Mord kommt selten allein)
8. Un don risqué (Blutspur)
9. Terminus Cologne (Endstation Köln)
10. Eaux troubles (Tod auf dem Rhein)
11. Concurrence déloyale (Krieg dem Kölsch)
12. Peu importe les conséquences (Ohne Rücksicht auf Verluste)

### Deuxième saison (2000-2001)
1. Le trésor du samouraï (Der Schatz des Samurai)
2. Pour un million de dollars (Ich sehe was, was du nicht siehst)
3. La journée des enfants (Kindertag)
4. Les rois de la piste (Tour de Cologne)
5. Mort d'un bouc (Bock geschossen)
6. Le corps du délit (Die Queen des Swing)
7. Funkenmariechen est morte (Funkenmariechen ist tot)
8. Piercing (Piercing)
9. Mort d'un danseur (Tod eines Tänzers)
10. Mort d'un ange (Der Todesengel)
11. Soucis de père (Vätersorgen)
12. Une affaire délicate (Jupps Waffe)
13. Détournement de fonds (Einer ist schuld)
14. La guerre des étoiles (Krieg der Sterne)
15. Repose en paix (Ruhe in Frieden)
16. Une vierge au pays des merveilles (Jungfrau im Wunderland)

### Troisième saison (2002)
1. Dernier tour (Die letzte Runde)
2. Le vétéran (Der Veteran)
3. Pohl est amoureux (Pohls Liebe)
4. Ange déchu (Gefallene Engel)
5. Protection rapprochée (Wachschutz)
6. Expulsion mortelle (Mietersorgen)
7. Travail au noir (Turteltäubchen)
8. Les retraites (Altes Eisen)
9. Au fond du vice (In vollem Wichs)
10. Le faux coupable (Kopfgeld)

### Quatrième saison (2002)
1. La belle (Endspiel)
2. Le crépuscule des dieux (Götterdämmerung)
3. Ronde de nuit (Nachtschicht)
4. La lampe magique (Die Wunderlampe)
5. Tango mortel (Tango Mortale)
6. La guerre du golf (Golfkrieg)
7. Un associé insoupçonnable (Müllbaron)
8. Bagage à main (Leichtes Gepäck)

### Cinquième saison (2003)
1. L'éleveur de carpes (Der Fischflüsterer)
2. Croisière en eau douce (Köln-Düsseldorfer)
3. Travail de Romain (Ochsentour)
4. Un prince à Cologne (Kind oder Kegel)
5. Paparazzi (Paparazzo)
6. Les morts ne se taisent pas (Tote schweigen nicht)
7. Les hommes et les machines (Von Männern und Maschinen)
8. Canicule (Pack die Badehose ein)
9. Meurtre au garage (CSD)

### Sixième saison (2004)
1. Le retour du King (Elvis lebt)
2. Maîtres et serviteurs (Von Bullen und Butlern)
3. Braquage en coulisses (Schmock)
4. Liens de famille (Familienbande)
5. Ce qui fait taire les hommes (Das Schweigen der Männer)
6. Crimes en tableaux (Kunst kommt von Können)
7. La vie d'internat (Die Liebesfalle)
8. La mante religieuse (Der Letzte der Hippies)
9. Surprise, surprise (Doppelspiel)
10. Cœur à la dérive (Verlorene Henzen)
11. Faux espoirs (Falsche Hoffnungen)
12. L'escroquerie (Quacksalber)
13. L'argent n'a pas d'odeur (Geld stinkt nicht)
14. Le prince des ténèbres (Partnertausch)
15. Première mission ()

### Septième saison (2005-2006)
1. Harcèlement d'un fan (Der Fan)
2. Le cauchemar de Jupp (Jupps Albtraum)
3. La nuit la plus longue (Der längste Nacht)
4. Pour l'amour de Sacha (Taxi-Mord)
5. Mauvais jeu (Schnitzeljagd)
6. Les petits secrets d'Achim (Notgroschen)
7. Sur le grill (Unter Grillern)
8. Chacun pour soi (Jeder gegen jeden)
9. Le prince des ténèbres (Dunkle Geschäfte)
10. Une affaire personnelle (Falks Fall)
11. Haupt a disparu (Haupt verschwindet)
12. Mauvais père (K.O.)